# Hey Won't You
"Hey Won't You" är den första singeln med Rongedal som släpptes 2007. Låten är skriven av Magnus och Henrik Rongedal. På singeln finns även låten "September" känd genom Earth Wind & Fire.
Singeln spelades in av bandet Rongedal i Decibel Studios och producerades av Johan Lyander.